# Bon-Secours (Henegouwen)
Bon-Secours is een dorp in de Belgische provincie Henegouwen en een deelgemeente van de Waalse stad Péruwelz. Bon-Secours ligt tegen de Franse grens en is vooral bekend als bedevaartsoord voor de Basiliek van Onze-Lieve-Vrouw van Goede Bijstand.

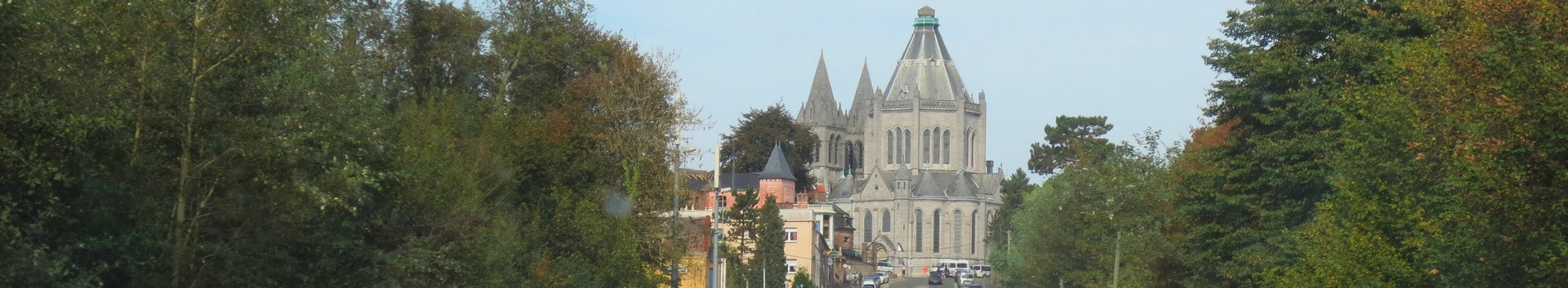
Panoramafoto van Bon-Secours

## Geschiedenis
Bon-Secours was een gehucht van Péruwelz. In 1907 werd Bon-Secours afgesplitst van Péruwelz als een zelfstandige gemeente, uitgebreid met wat grondgebied van de gemeente Blaton.
Bij de gemeentelijke fusie van 1977 werd Bon-Secours een deelgemeente van Péruwelz.

## Bezienswaardigheden
- De Basiliek van Onze-Lieve-Vrouw van Goede Bijstand
- Het Klooster van de Cisterciënzinnen is een groot complex in eclectische stijl van 1903-1905, voorzien van een kapel van omstreeks 1920 en met een ommuurde tuin.

## Natuur en landschap
Ten oosten van Bon-Securs ligt het Bos van Bon-Secours. Naar het zuiden toe, in Frankrijk, ligt aansluitend het Forêt Domaniale de Bonsecours. De hoogte aan de kerk, die tegen de Franse grens aan ligt, bedraagt 60 meter.

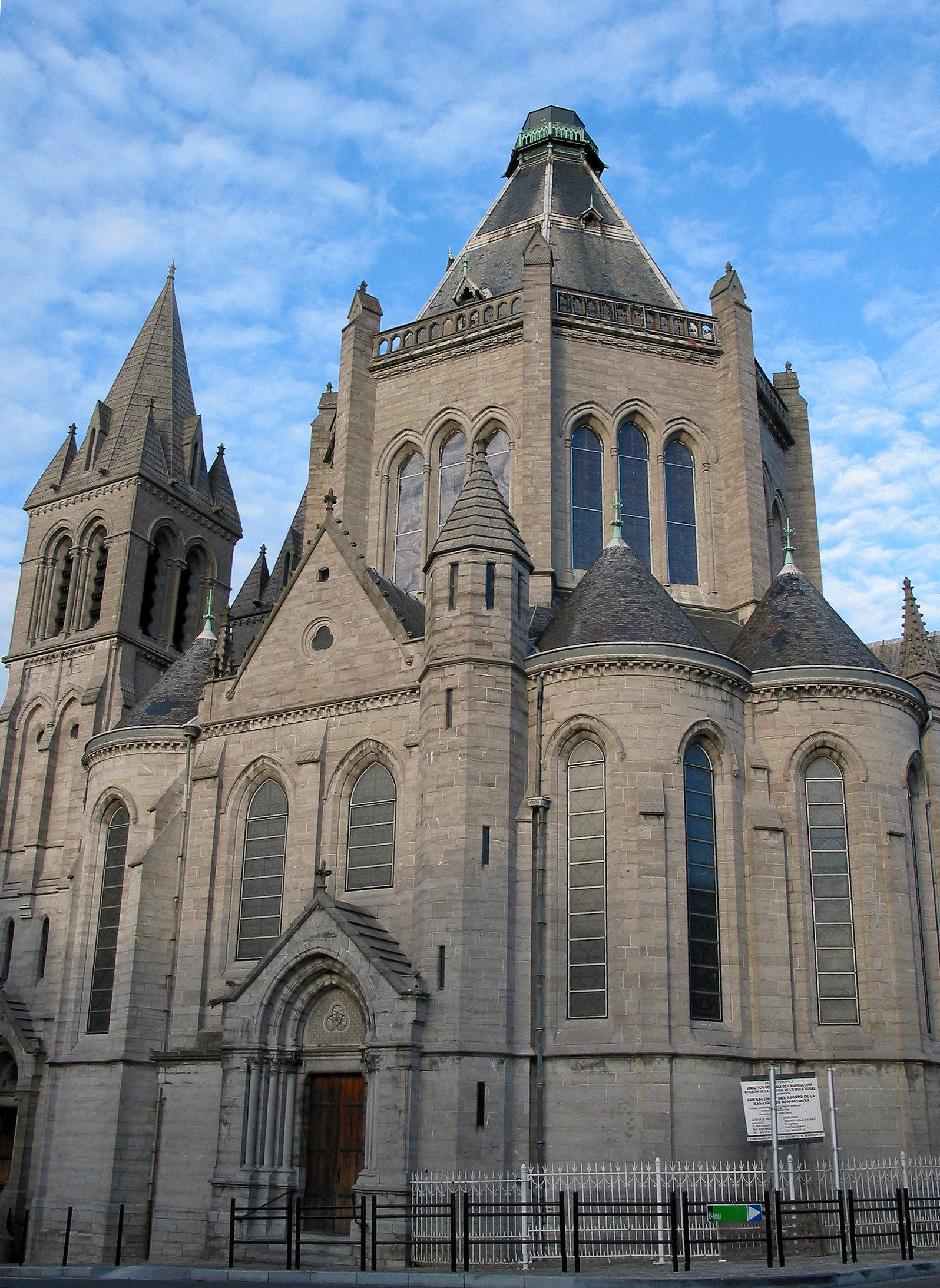
Basiliek van Bon-Secours
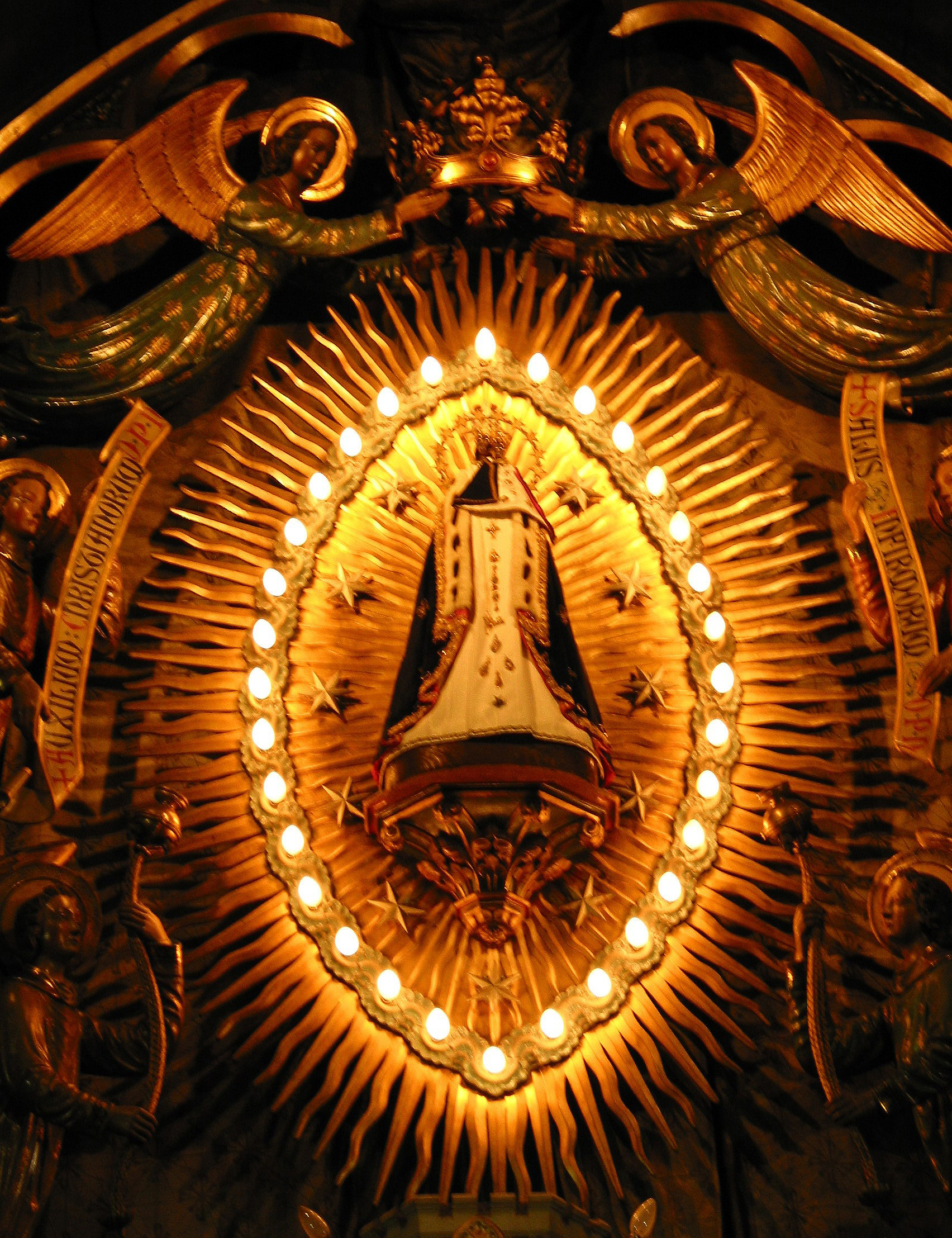
Genadebeeld
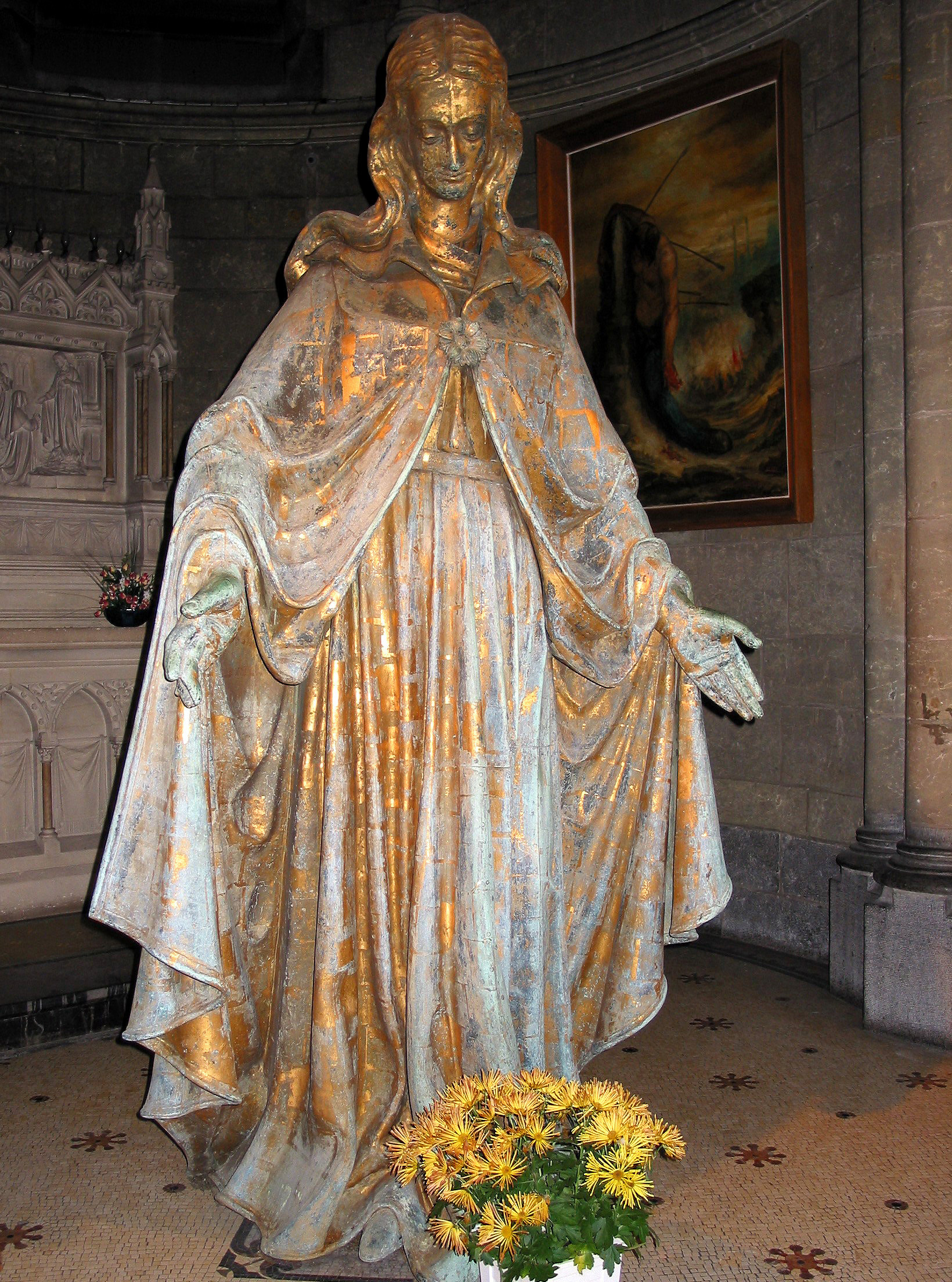
Standbeeld
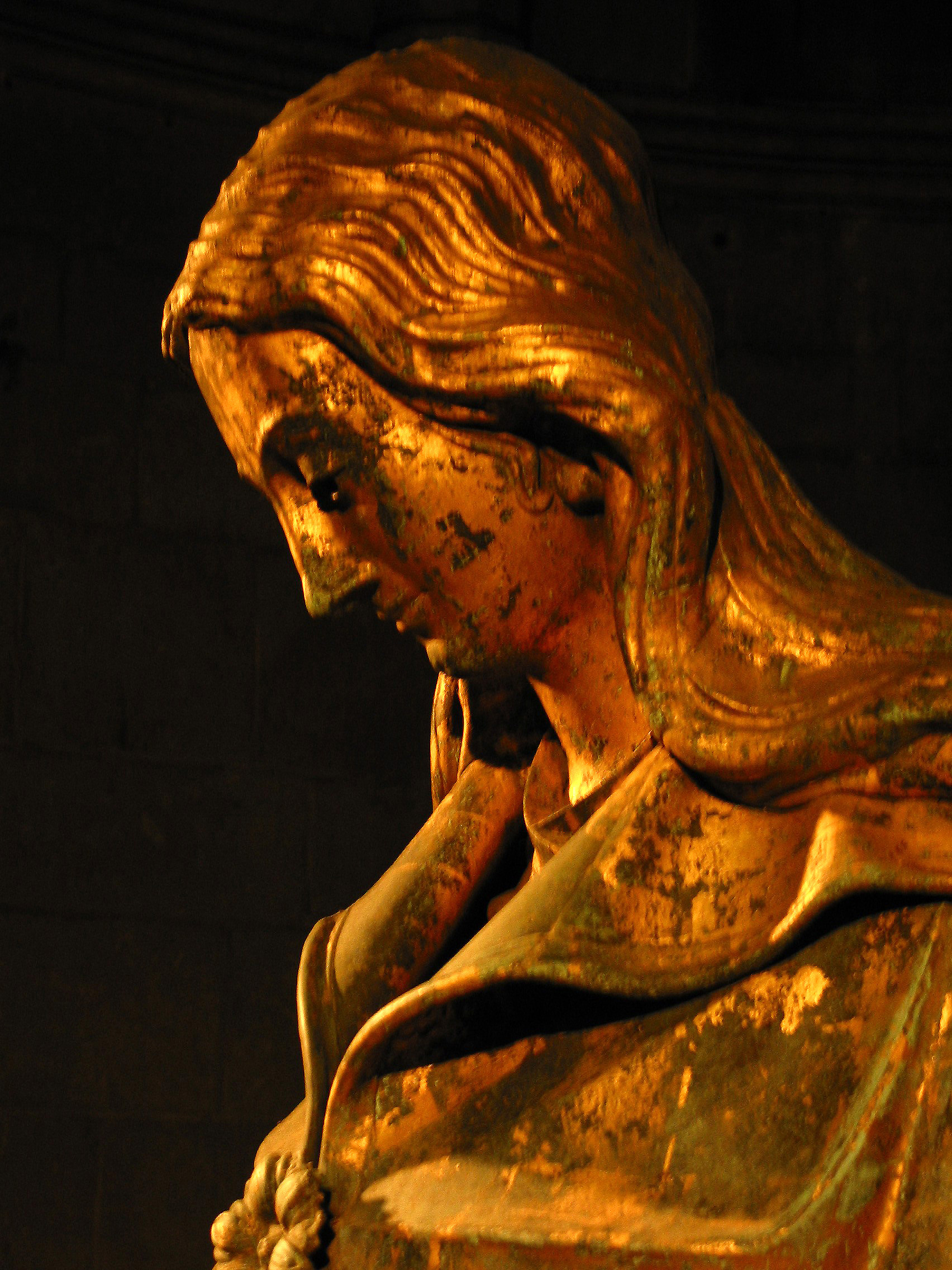
Standbeeld

## Demografische ontwikkeling
- Bronnen:NIS, Opm:1910 tot en met 1970=volkstellingen

## Verkeer en vervoer
Voor het bedevaartsoord werd er in 1880 een paardentram vanuit Péruwelz aangelegd naar de basiliek. Aan de Franse kant van de grens kwam de metersporige CEN-lijn (Chemins de fer Économiques du Nord) aan vanuit Valenciennes. Deze tramlijn is later geëlektrificeerd en maakte deel uit van het stadsnet van Valenciennes.

## Nabijgelegen kernen
Péruwelz, Condé-sur-l'Escaut, Mont de Péruwelz